# Nuria Flores Redondo
Nuria Flores Redondo (Navalmoral de la Mata, 1987) es una maestra y política española. Fue consejera de Cultura, Turismo y Deportes de la Junta de Extremadura desde 2019 a 2023.

## Biografía
Nacida en Navalmoral de la Mata en 1987. Se diplomó en Magisterio en la especialidad de Audición y Lenguaje por la Universidad Complutense de Madrid. Ha trabajado como maestra en diferentes centros en Madrid e Irlanda. Empezó en la política como concejala de Cultura, Educación e Infancia del Ayuntamiento de Navalmoral de la Mata.
El 1 de julio de 2019 es nombrada Consejera del Cultura, Turismo y Deporte del Gobierno de Extremadura. Se convirtió a su vez en la consejera más joven del gobierno, con 31 años. Debido a la ausencia de la consejera de Educación y Empleo por maternidad de la titular, el día 24 de agosto de 2020 también asume interinamente las políticas educativas de la comunidad.
Dentro de las políticas culturales destaca el apoyo con 3 millones de euros al sector cultural durante la crisis del COVID-19. En el ámbito turístico se ha centrado en promocionar el turismo en la región en ámbitos no convencionales: turismo deportivo, turismo cultural y turismo gastronómico.